# Biled
Biled é uma comuna romena localizada no distrito de Timiș, na região histórica do Banato (parte da Transilvânia). A comuna possui uma área de 50.54 km² e sua população era de 3614 habitantes segundo o censo de 2007.